# اورت بایازاتیان
اورت بایازاتیان (بایازات) (ارمنی: Էվերտ Պայազատյան (Պայազատ؛ زاده ۱۸ ژانویهٔ ۱۹۴۰) فیلم‌نامه‌نویس و مطالعات فیلم اهل ارمنستان است. وی بین سال‌های - تا - میلادی فعالیت می‌کرد.

## زندگی‌نامه
وی در ۱۸ ژانویه ۱۹۴۰ در لنیناکان در به دنیا آمد و از دانشگاه دولتی ایروان (۱۹۶۲) فارغ‌التحصیل گشت.  وی همچنین برنده جوایزی همچون چهره هنری شایسته ارمنستان شوروی (۱۹۸۶) شد.